# سیارک ۴۵۶۹
سیارک ۴۵۶۹ (به انگلیسی: 4569 Baerbel، نامگذاری:1985GV1) چهار هزار و پانصد و شصت و نهمین سیارک کشف شده‌است که در ۱۵ آوریل ۱۹۸۵ کشف شد.
قدر مطلق سیارک برابر ۱۱٫۸۰ است.